# 中原歵
中原 歵（なかはら ただし、1914年（大正3年）7月30日 - 1992年（平成4年）11月25日）は、日本の内務・警察官僚。警視総監。

## 経歴
東京都出身。第一高等学校を卒業。1937年10月、文官高等試験行政科試験に合格。1938年、東京帝国大学法学部を卒業。同年、内務省に入省し計画局属となる。1939年に徴兵され入営。1942年召集解除となる。
内務省に復帰し福岡県警察部職業課長に就任。以後、企画院勤務、内務省防空総本部業務局勤務、神奈川県警察部経済保安課長、同警備第一課長などを歴任し終戦を迎えた。
1946年、内務省警保局防犯課勤務となり、以後、山梨県警察部長、国家地方警察山梨県本部警察長、国家地方警察千葉県本部警察長、国家地方警察本部刑事部鑑識課長、同総務部会計課長、警察庁長官官房会計課長、茨城県警察本部長、警察庁警ら交通部長、警視庁交通部長、警察庁警務局人事課長、警視庁総務部長、同警務部長、警察庁警務局長などを歴任。1965年1月、警視総監に就任し1967年3月まで在任した。この間、1965年に吉展ちゃん誘拐殺人事件の解決に尽力。
退官後、動力炉・核燃料開発事業団監事、日本道路交通情報センター理事長、自動車安全運転センター理事長、交通管制施設協会会長、日本交通管理技術協会顧問などを歴任した。